# Spacebus
Ne doit pas être confondu avec SpaceBus.
Spacebus est le nom donné à la famille de plates-formes pour satellites de télécommunications géostationnaires développée à partir des années 1980 par Aérospatiale, devenue ensuite Alcatel Space en 1998, puis Alcatel Alenia Space en 2005, puis Thales Alenia Space en 2007, dans le Centre spatial de Cannes - Mandelieu.

## Historique
Au début des années 1970, Aérospatiale s'allie avec la firme allemande Messerschmitt-Bölkow-Blohm (MBB) pour la réalisation de satellites, dont le programme franco-allemand Symphonie.
À la suite d'un concours d'idées lancé au sein des deux firmes, c'est Guy Lebègue qui invente ce nom, par référence au programme aéronautique Airbus nommé ainsi par son ami Roger Béteille.
Un accord « Spacebus franco-allemand » est signé le 9 décembre 1983 entre Henri Martre, président-directeur général de Aérospatiale, et Hans Vogels, président de MBB. La marque Spacebus est déposée à l'Institut national de la propriété industrielle (INPI). Le nom devient celui d'un produit qui va se vendre à des dizaines d'exemplaires, tous exportés, un gros apport de devises pour les pays des entreprises participantes, une référence pour leur balance commerciale compte tenu du prix d'un Spacebus qui est proche de celui d'un Airbus A320.
Un numéro d'ordre suit le nom, représentatif de la classe de poids des satellites : 1000, pour 1 000 kg, 2000 pour 2 000 kg, etc.
Le nom Spacebus est attribué également aux satellites en cours de réalisation lors du dépôt de la marque, bien que d'architecture différente (mais absolument pas aux satellites Symphonie qui sont déjà lancés depuis plusieurs années, et ne sont donc pas des plates-formes Spacebus) :
- Spacebus 100 pour les satellites Arabsat de première génération.
- Spacebus 300 pour les satellites de télévision directe du programme franco-allemand TDF 1 et 2, TV-Sat 1 et 2, et du programme suédois Tele-X (en).

Le premier lancement d'une plat-forme Spacebus a lieu le 8 février 1985 : c'est Arabsat-1A.

## Architecture
Un satellite est généralement composé de deux parties : la charge utile spécifique à la mission (télécommunication, observation de la Terre, navigation, mission scientifique, etc.) et la plate-forme (ou module de service) destinée à lui apporter toutes les fonctions nécessaires.
L'idée est de développer une plate-forme générique, permettant de s'adapter aux diverses missions futures et aux évolutions des capacités des lanceurs, pour en réduire les coûts de fabrication, bénéficiant, si possible, d'un effet de série. Et, effectivement, plus d'une soixantaine de Spacebus sont réalisés, depuis les Spacebus 100 des satellites Arabsat de la classe d'une tonne, en 1981, jusqu'aux Spacebus 4000 de plus de cinq tonnes des années 2000.
L'architecture de la plate-forme est basée sur :
- Une conception modulaire avec un module de charge utile en forme de U permettant une intégration en parallèle du module de service, par Aérospatiale, et des équipements de la charge utile, par un spécialiste de cette discipline, avant intégration finale et essais dans l'établissement de Cannes.
- Un tube central en matériaux composites à base d'une structure en nid d'abeille et de fibres de carbone, vraie colonne vertébrale du satellite, interface avec le lanceur, abritant les deux réservoirs d'ergols. à la plate-forme sont accrochés divers panneaux comportant tous les équipements de servitude. Viennent s'y accrocher également, en finale, trois panneaux supportant les équipements de la charge utile de communication, dont deux (en nid d'abeille à faces aluminium, pour laisser transiter les calories) vont jouer le rôle de radiateurs thermiques permettant de dissiper la chaleur vers le froid spatial, par rayonnement. Au début, les éléments structuraux sont produits dans l'établissement des Mureaux d'Aérospatiale.
- Après séparation de son activité Satellites, le Centre spatial de Cannes - Mandelieu se met à fabriquer des éléments en matériaux composites et, en particulier, la production de toutes les structures planes. Le tube central, nécessitant des outillages très spécialisés restant aux Mureaux, devenue EADS. Une deuxième source d'approvisionnement démarre chez SAAB en Suède.
- Un contrôle thermique faisant appel aux programmes de calculs et technologies les plus sophistiquées développées à Cannes depuis le programme Symphonie : radiateurs dissipatifs, super-isolations, réchauffeurs électriques, caloducs.
- Des générateurs solaires rigides, avec diverses combinaisons de panneaux, selon les puissances électriques requises.
- Une architecture électrique développée par ETCA en Belgique, avec des accumulateurs nickel-hydrogène au accumulateurs lithium-ion.
- Une propulsion chimique à base de biergols développée par MBB en Allemagne. La propulsion électrique est étudiée également, développée et introduite sur deux satellites : Stentor et Astra-1K, tous deux perdus lors d'échecs au lancement.
- Un système de contrôle d'attitude et d'orbite trois-axes développé initialement par MBB.
- Divers mécanismes pour les ouvertures des panneaux solaires et des antennes, développés et produits à Cannes.

## Les versions
L'évolution des plates-formes Spacebus suit celle des capacités des lanceurs de Ariane 1 jusqu'à Ariane 5. Mais il faut noter également que les Spacebus sont toujours conçus pour s'adapter à tous les lanceurs disponibles sur le marché commercial : non seulement les diverses versions d'Ariane, mais également les lanceurs Delta, Atlas, Soyouz, Proton, Longue Marche et même, exceptionnellement, pour un lancement par la navette spatiale Discovery pour l'un des modèles d'Arabsat lancé sur la mission STS-51-G.
Ces versions sont déclinées dans les rubriques suivantes. Les tableaux citent la « fin de mission », c'est-à-dire la fin d'utilisation opérationnelle ; après quoi, le satellite est souvent hors contrôle, peut-être légèrement désorbité (manœuvre fortement recommandée à l'« opérateur » du satellite), va dériver pour l'éternité, sa « fin de vie » ne voulant pas dire grand chose. Certains satellites changent d'opérateur, avant leur lancement, ou lors de leur vie orbitale. Ils peuvent même, dans ce cas, changer de position orbitale. Pour alléger cet article, la liste de tous les satellites figure dans un article séparé :

### Spacebus 100

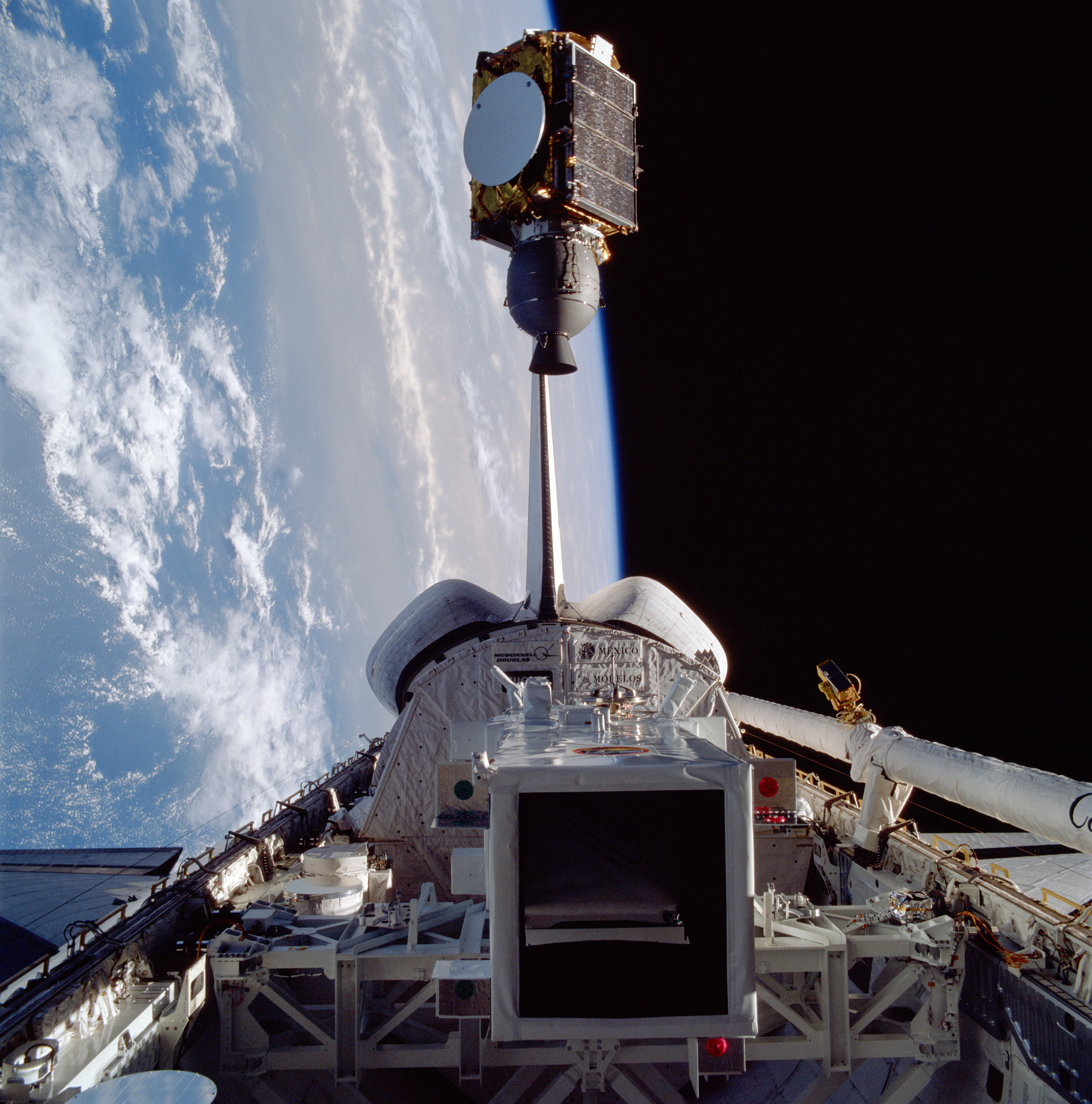
Le satellite Arabsat-1B lors de son lancement de la soute de la navette spatiale Discovery.

C'est la première apparition de l'architecture définitive, en 1981, avec la réalisation des trois premiers satellites Arabsat pour les 22 pays de la Ligue arabe, avec une puissance électrique de 2 kW. Un peu plus tard au cours du programme, le nom Spacebus 1000 est utilisé, pour comparaison avec les Spacebus 2000.
Lanceurs
- deux des satellites sont lancés par des lanceurs Ariane, en version Ariane 3 et Ariane 4
- Arabsat-1B est lancé par la navette spatiale Discovery, durant la mission STS-51-G à laquelle participe Patrick Baudry. Il nécessite un étage supérieur supplémentaire pour transférer le satellite depuis l'orbite terrestre basse de la navette vers l'orbite de transfert géostationnaire : l'étage Payload Assist Module PAM-D.

### Spacebus 300
Comme mentionné dans l'historique, ce nom est attribué aux 5 satellites de télévision directe, avec une puissance électrique de 4,3 kW, d'un programme franco-allemand :
- TDF 1 et 2, pour les satellites français, le client est TéléDiffusion de France.
- TV-Sat 1 et 2, pour les satellites allemands, le client est la Deutsche Bundespost.
- et du suédois Tele-X (en) pour le client Swedish Space Corporation (SSC).

Lanceurs
Ils sont tous lancés par des lanceurs Ariane :
- Ariane 2, lancement simple.
- Ariane 4, en lancement double.

28 octobre 1988 : lancement de TDF 1, premier satellite européen de télévision directe.

### Spacebus 2000

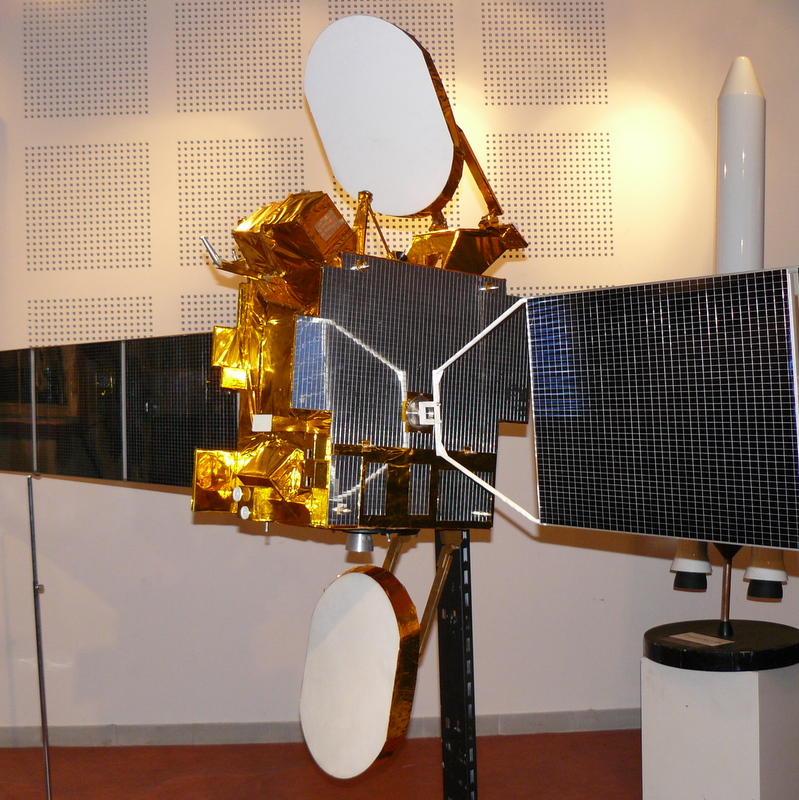
Le satellite Hot Bird-1, une plate-forme Spacebus 2000.

L'architecture évolue avec la disponibilité de nouvelles versions du lanceur Ariane 4. La puissance électrique est de 3,5 kW.
Les clients se diversifient. Apparaissent :
- Eutelsat, il devient le premier client de la famille Spacebus, commandant 6 satellites.
- Nahuelsat[5], compagnie argentine, dont la société SES S.A. devient actionnaire. Aérospatiale livre également le centre de contrôle du satellite implantée à Benavidez (Argentine).
- Türk Telekom, et sa série des Türksat, premières plates-formes Spacebus délivrées « clés en main » pour la Turquie.
- GE Americom, qui reprend le satellite Nahuel-1B, devenant GE-5[1], premier satellite de télécommunications européen vendu aux États-Unis, qui devient AMC 5, lors de la reprise par SES S.A. C'est la première vente d'un satellite européen aux États-Unis.

Lanceurs
- Dix des onze satellites font appel à Ariane avec la perte de deux d'entre eux du fait de l'échec du lancement V63 du 24 janvier 1994. Les plates-formes Spacebus deviennent les premiers clients de la société Arianespace.
- Le dernier fait appel à un nouveau lanceur : Atlas.

### Spacebus 3000
Avec la perspective des lancements par le lanceur Ariane 5, apparaît la famille Spacebus 3000 avec des masses allant de 2 à 6 tonnes et des puissances électriques de 5 à 16 kW. Elle va se décliner en plusieurs versions, profitant de coiffes de plus en plus grandes.
En 1991, la coopération avec DASA s'étend à Alcatel Espace, Alenia Aeronautica et Space Systems/Loral, prenant le nom d'Alliance Satellites.

#### Spacebus 3000A
Première version développée pour la seconde génération de Arabsat. Elle est adoptée par deux nouveaux clients :
- Shin Satellite Shinawatra (en), société privée en Thaïlande fondée par Thaksin Shinawatra, et ses satellites Thaïcom, premier Spacebus à couvrir l'Asie, qui devient Shin Satellite Ltd lors de la commande de Thaïcom 5. Le contrat pour Thaïcom 3 est signé[6] le 16 janvier 1995 par le Dr Dumong Kasemset, président de SSA et Louis Gallois, président-directeur général de Aérospatiale.
- Sinosat pour la Chine, et le satellite Sinosat-1[7]. Le client est EuraSpace, filiale commune à 50/50 % entre DASA et la Société de sciences et technologies aérospatiales (CASC). C'est le premier satellite du monde occidental vendu en Chine.

Lanceurs
- Encore des Ariane 4.
- Un premier lancement d'une plate-forme Spacebus avec un lanceur Ariane 5 : Thaïcom 5.
- Un nouveau lanceur utilisé pour lancer le satellite chinois Sinosat : Longue Marche (LM).

#### Spacebus 3000B2
Pour les versions B, la dimension de base du satellite est 2,3 × 1,8 m. Pour la version B2, la hauteur du corps de la plate-forme est 2,8 m, permettant d'accommoder une surface radiative et une puissance électrique allant jusque 6,5 kW.
Eutelsat, déjà client, commande 6 satellites.
Son satellite Eutelsat W5 rencontre un problème technique majeur en 2008, six ans après sa mise en service : un moteur d'entrainement en rotation d'une aile de panneaux solaires se bloque, privant le satellite de la moitié de sa puissance, obligeant l'opérateur à délester sa charge utile, arrêtant certains canaux.
De nouveaux clients :
- Nordic Satellite AB (NSAB), opérateur scandinave, devenu SES Sirius (en) le 1er décembre 2005.
- Hispasat, opérateur espagnol pour des télécommunications civiles et gouvernementales.
- Bundeswehr, l'armée allemande avec deux satellites jumeaux :
  - SATCOMBw-2a, lancé par Ariane 5, depuis Kourou, le 1er octobre 2009 à 22 h 00 TU.
  - SATCOMBw-2b, lancé par Ariane 5 le 21 mai 2010 à 22 h 02 TU.

Lanceurs
- Encore une majorité de lanceurs Ariane 4.
- Trois Ariane 5.
- Trois autres Atlas.
- Apparition d'un nouveau lanceur : Delta IV.

#### Spacebus 3000B3

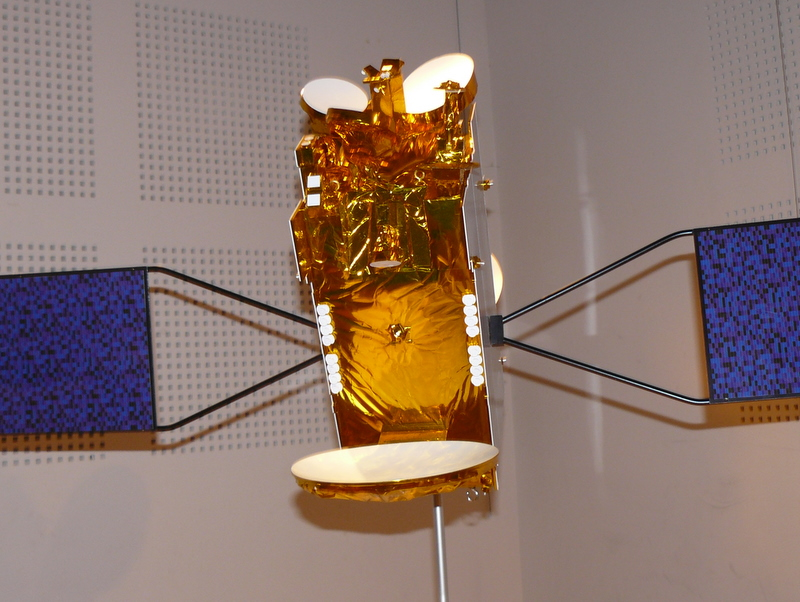
Le satellite Stellat, à partir d'une plate-forme Spacebus 3000B3.

Pour cette catégorie, la hauteur de la plate-forme est portée à 3,7 m, autorisant une puissance électrique de 8,5 kW. Six nouveaux clients :
- SES Americom, opérateur privé américain
- Eurasiasat (en) (Monaco) résultant d'un accord entre Alcatel Space (25 %) et Türk Telekom (75 %), devenue Turksat Satellite Communication and Cable TV Operation AS
- Le Centre national d'études spatiales (CNES) pour le satellite expérimental STENTOR.
- PanAmSat
- Brasilsat (pt), opérateur brésilien
- La société Stellat[9], créée en 2001 par France Télécom à 70 % et par Europe*Star[10] à 30 % (filiale d'Alcatel Space et de Space Systems/Loral). Le siège social est en France. En septembre 2002, participation FT passe à 100 %. En août 2002 FT cède la société à Eutelsat. Stellat 5 prend le nom orbital de Atlantic Bird 3.

Lanceurs
- Un dernier lanceur Ariane 4.
- Un lanceur Atlas 5.
- Ariane 5 devient majoritaire
- Apparaît le lanceur russe Proton proposé par la firme International Launch Services.

#### Spacebus 3000B3S
Un nouveau client : SES S.A., Luxembourg. Un seul satellite dans cette classe : Astra-1K. À cette époque, c'est le plus gros satellite de communication commercial jamais réalisé, avec une puissance de 13 kW. Il est perdu lors de son lancement du fait de l'échec du lanceur russe Proton.

### Spacebus 4000
La famille 4000 apparaît avec, principalement, une modification de l'avionique (Avionics 4000) :
- architecture électrique de la plate-forme passant de 50 à 100 volts.
- ordinateur de bord, très intégré, souple et modulaire.
- AOCS avec Star-tracker pour utilisation en orbite géostationnaire (une première mondiale).

Elle se décline, comme pour la série B, selon la hauteur du satellite, en 4000B2, 4000B3. Et apparaît une nouvelle version C, dont les dimensions de base sont 2,2 × 2,0 m.
Spacebus Itar-Free
Quelques satellites de cette famille sont conçus pour être Itar-Free, leur permettant l'exportation vers la Chine pour un lancement par la famille de lanceurs Longue Marche. Cependant, il est révélé par la suite que ces satellites comportent bel et bien des composants américains soumis à l'ITAR, frauduleusement fournis par des entreprises américaines. Ces fournisseurs sont ainsi condamnés et Thales préfère renoncer à concevoir de tels satellites,.

#### Spacebus 4000B2
Cinq nouveaux clients
- Telenor, Norvège, et son satellite THOR 6 pour sa filiale Telenor Satellite Broadcasting AS, destiné à remplacer le satellite THOR 3, qui arrive en fin de vie en 2010. Il est lancé par un lanceur Ariane 5 le 29 octobre 2009[15].
- Nilesat, Égypte[16], lancé par un lanceur Ariane 5 le 4 août 2010[17] et mis en service opérationnel le 16 septembre suivant[18], premier Spacebus équipé de cellules photovoltaïques en arséniure de gallium (GaAs).
- , l'Agence spatiale italienne (ASI) et le CNES, et leur satellite civil et militaire Athena-Fidus[19], lancé par un lanceur Ariane le 4 février 2014.
- , ministère italien de la Défense et la direction générale de l'Armement de la France, et leur satellite militaire Sicral 2, pour un montant du contrat de 295 millions d'euros[20]. Il est lancé le 26 avril 2015 par un lanceur Ariane 5.
- Bangladesh et son satellite Bangabandhu-1, commandé le 10 novembre 2015.

Deux clients fidèles :
- L'opérateur Korea Telecom Satellite (KTSAT) commande deux nouveaux satellites le 2 mai 2014 : Koreasat 5A et Koreasat 7[21].
- PT. Telekomunikasi Indonesia TbK (Telkom Indonesia), le plus important fournisseur de services et de réseaux de communication indonésien, et son satellite Telkom-3S[22].

#### Spacebus 4000B3
Pour cette version B3, la hauteur du satellite est 3,7 m, avec une puissance de 8,5 kW. Trois nouveaux clients :
- la Direction générale de l'Armement (DGA) française et une série de Syracuse-3.
- Regional African Satellite Communication Organization, Abidjan, Côte d'Ivoire, et son Rascom-QAF1, le premier satellite de télécommunications panafricain[23]. Lancé le 21 décembre 2007, il rencontre des problèmes[24] sur l'orbite de transfert géostationnaire, du fait d'une fuite d'hélium. Finalement, le 4 février 2008, le satellite est injecté en orbite géostationnaire à la position attendue par 2,85° E. La durée de vie du satellite, qui est affinée ultérieurement, est estimée à un peu plus de 2 ans au lieu des quinze prévus[25]. Le 9 septembre 2008, un second modèle est commandé pour servir de relais[26], lancé par un lanceur Ariane 5 le 4 août 2010[17], mis en service opérationnel le 16 septembre suivant[18].
- PT Indosat Tbk et un satellite Palapa-D pour l'Indonésie, l'Australie, les pays asiatiques et du Moyen-Orient. Palapa-D est lancé le 31 août 2009 par un lanceur Longue Marche qui, hélas, présente un défaut de fonctionnement du troisième étage, laissant le satellite sur une orbite inappropriée[27]. Le constructeur du satellite, Thales Alenia Space, tente des manœuvres de récupération[28],[29]. Celles-ci sont réussies le 4 septembre, remettant le satellite sur la bonne orbite de transfert géostationnaire[30]. L'opération de circularisation d'orbite et de mise en orbite géostationnaire est effectuée avec succès le 9 septembre[31]. Le 16 novembre, le satellite est déclaré opérationnel, positionné à 113° E, avec une durée supérieure à 10,5 ans[32]. Le 3 mars 2010, ce sauvetage spectaculaire vaut à Thales Alenia Space de recevoir le prix du sauvetage spatial lors du World Space Risk Forum à Dubaï[33].

Lanceurs
- quatre des cinq satellites sont lancés par des lanceurs Ariane 5.
- le lanceur Longue Marche 3B est utilisée pour Palapa-D, mais le lancement n'est pas parfait[27].

#### Spacebus 4000C1
Pour la plate-forme 4000C1, la hauteur est de 4 m et la puissance électrique de 8,5 kW.
 Un nouveau client : Korea Telecom, pour la Corée.
Un nouveau type de lanceur est utilisé : Zenit sur la plateforme de lancement mobile sur l’Équateur, Sea Launch.

#### Spacebus 4000C2

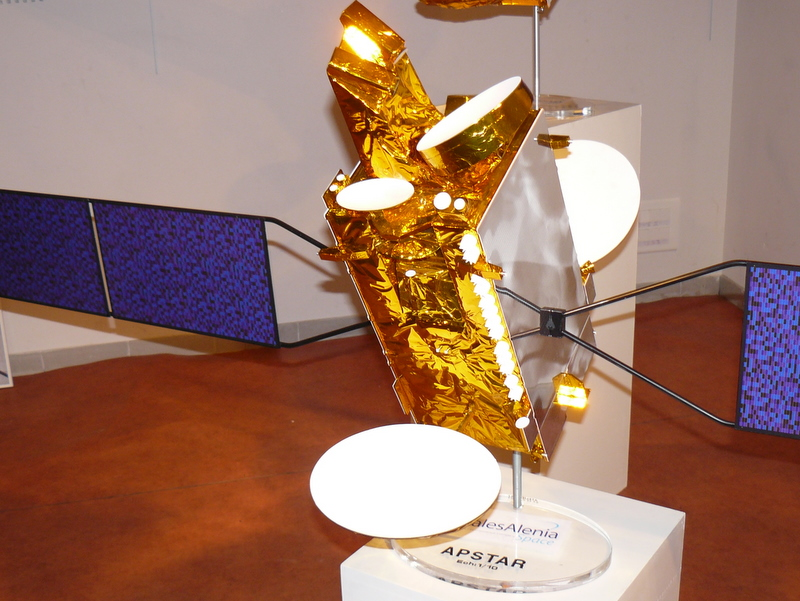
Le satellite Apstar-VI à partir d'une plate-forme Spacebus 4000C2.

Avec une hauteur de 4,5 m, la puissance installée est de 10,5 kW. Trois clients chinois commandent cette version :
- APT Satellite Company Ltd, Hong Kong, Chine :
  - Apstar-VI, lancé le 12 avril 2005.
  - Apstar 7, commandé le 29 septembre 2009[34], destiné à remplacer le satellite Apstar-2A, à 76,5° E et lancé le 31 mars 2012[35].
  - Apstar 7B, commandé le 30 avril 2010, un contrat de 112,3 millions d'euros (148,7 millions de dollars américains) comprenant aussi le centre de contrôle du satellite[36], renommé en Chinasat 12, lancé le 27 novembre 2012.
- Chinasatcom (China Satellite Communication Corporation)[37], Beijing, China.
- China Telecommunications Broadcast Satellite Corporation (Chinasat).

 En 2011, le Turkménistan, nouveau client de la famille Spacebus, en commande une version pour son premier satellite TurkmenSat construit par Thales Alenia Space, qui doit être lancé par un lanceur chinois Longue Marche 3B mais qui est finalement lancé en 2015 par un lanceur Falcon 9. Il est baptisé plus tard en MonacoSat, puis prend finalement le nom de TurkmenAlem52E/MonacoSAT en 2015 au moment de sa livraison à la base de lancement de Cap Canaveral. Le lancement intervient le 27 avril 2015.
Lanceurs
Pour tous les satellites destinés à couvrir la Chine, c'est la famille de lanceurs Longue Marche qui est retenue.

#### Spacebus 4000C3

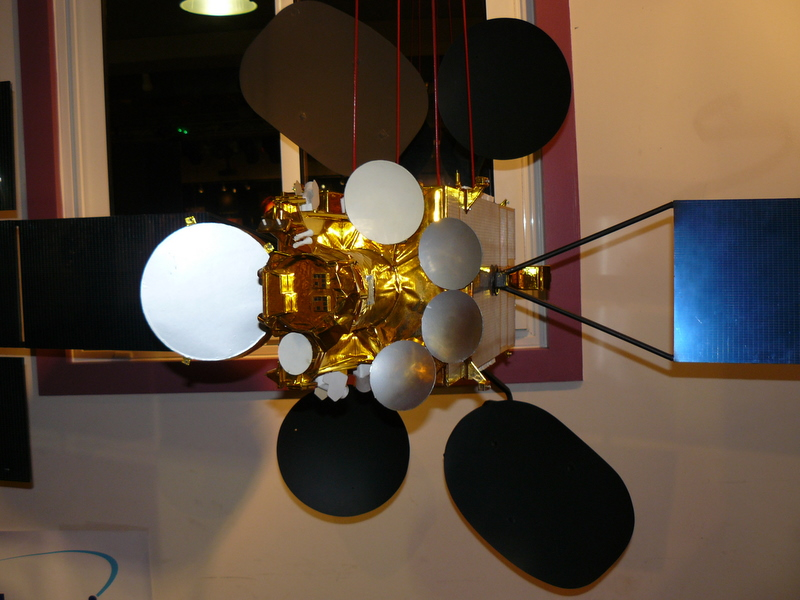
Le satellite Eutelsat W3 construit à partir d'une plate-forme Spacebus 4000C3.

Avec une hauteur de 5,1 m, cette famille peut recevoir 13 kW de ses panneaux solaires.
Trois clients, dont deux déjà connus, et un nouveau en 2009 :
- SES Americom, avec deux satellites AMC qui sont lancés avec des Proton.
- Eutelsat : 
  - pour W3B, commandé[42] le 26 février 2008, lancé avec succès le 28 octobre 2010, mais perdu malheureusement lors de sa mise à poste[43].
  - puis W3C commandé le 12 mars 2009[44],[45], lancé le 7 octobre 2011[46], mis en service le 9 novembre 2011[47].
  - puis Eutelsat 21B, commandé le 9 juin 2010[48] ; lancé en Guyane le 10 novembre 2012[49].
  - puis W3D, commandé le 3 décembre 2010 pour remplacer le W3B perdu[50] ; lancé le 14 mai 2013 par une fusée Proton[51].
- Un nouveau client : Gazprom, et ses deux satellites Yamal-400, commandés au début 2009[52]. Mais la crise vient modifier ce choix, car seul le Yamal-402 est financé pour un lancement intervenant le 8 décembre 2012, l'autre satellite Yamal-401 est construit sur une plate-forme franco-russe Express-2000[53].

#### Spacebus 4000C4
Avec une hauteur de 5,5 m, cette famille peut recevoir 16 kW de ses panneaux solaires.
 Un nouveau client : Ciel Satellite, Canada et son satellite Ciel-2, lancé le 11 décembre 2008 depuis le cosmodrome de Baïkonour au Kazakhstan,.
Eutelsat est le principal client avec :
- Eutelsat W-2A, commandé le 1er septembre 2006 et lancé le 3 avril 2009, premier satellite équipé d'une antenne de 12 m de diamètre pour diffuser vers les mobiles en bande S sur l'Europe (Inmarsat utilise la bande L) avec une charge utile appartenant à Solaris Mobile[56].
- Eutelsat W-7, commandé le 21 décembre 2006 et lancé le 24 novembre 2009.
- Eutelsat 8 West B, commandé le 11 octobre 2012 et lancé le 20 août 2015 à 20 h 34 TU par un lanceur Ariane 5 depuis le Centre spatial guyanais.

Encore un nouveau client, l'opérateur brésilien Telebras et sa commande le 12 décembre 2013 de SGDC-1 (Satellite Géostationnaire de Défense et de Communications sécurisés), répondant simultanément à deux objectifs, d’une part la mise en place de communications satellitaires sécurisées pour les forces armées brésiliennes et le gouvernement, et d'autre part contribue au déploiement du Plan National Large Bande (PNBL), ayant pour objectif la réduction de la fracture numérique sur le territoire. Le satellite embarque deux charges utiles, une incluant 50 transpondeurs en bande Ka offrant une capacité sur le territoire jusqu’à 80 Gbit/s et l'autre hébergeant 7 transpondeurs en bande X ; il a une masse au lancement d'environ 5,8 tonnes et une puissance satellite de plus de 11 kW, livré au sol en 31 mois. Il est lancé le 5 mai 2017.
De nouveau, le client russe Gazprom commande un satellite Yamal-601 en janvier 2014,.
En juin 2014, un nouveau client, Inmarsat, commande, en partenariat avec Hellas-Sat, un gros satellite Inmarsat S-Europasat / Hellas-Sat 3 (IEH).
Lanceurs
- le lanceur Zenit depuis Sea Launch doit lancer le satellite Eutelsat W-7. À la suite de sa faillite, le contrat est repris par ILS (International Launch Service)[63].
- le lanceur Proton depuis le cosmodrome de Baïkonour, lance Ciel-2, le 11 décembre 2008 ; puis Eutelsat W-2A, le 3 avril 2009[64]; et enfin Eutelsat W-7 le 24 novembre 2009[65], le plus puissant satellite de la flotte Eutelsat[66].

## Express-4000
Le 6 décembre 2007, Thales Alenia Space signe un accord de coopération industrielle avec la société russe NPO PM, de Jeleznogorsk, pour le développement d'une plate-forme multimission de grande puissance, baptisée Express-4000, basée sur l'architecture de la plate-forme Spacebus 4000.
Express-4000 est une plate-forme, à injection directe sur une orbite géosynchrone, compatible avec le lanceur Proton, construite et intégrée à Krasnoïarsk et commercialisée par NPO PM. Elle embarque une charge utile de télécommunications construite par Thales Alenia Space.

## Spacebus Neo
En 2014, la gamme de plates-formes Spacebus, pour satellites de télécommunications géostationnaires, évolue et s'agrandit.
Thales Alenia Space développe sa gamme de plate-forme satellite en capitalisant sur les points forts de l'avionique 4000 et d'Alphabus, et en développant une architecture mécanique optimisée aux nouvelles demandes. La version Spacebus Neo « tout électrique », capable d'emporter des charges utiles d'une masse de plus de 1 400 kg et d’une puissance de plus de 16 kW, est disponible sur le marché à partir du milieu de l'année 2015.

## Synthèse au 30 mai 2019
30 mai 2019 : Yamal-601 un Spacebus 4000C4 est lancé par Proton.
5 mai 2017 : Koreasat-7 un Spacebus 4000B2 est lancé par Ariane 5.
- Commandés (hors Spacebus Neo) : 81
- Livrés : 77
- En construction[68] : 4
- Lancés avec succès : 73
- Perdus au lancement : 4

Lanceurs utilisés
- Ariane 4 : 21.
- Ariane 5 : 21.
- Proton : 9.
- Longue Marche : 10.
- Atlas : 6.
- Ariane 1 à 3 : 4.
- Zenit : 1.
- Delta : 1.
- Navette spatiale américaine : 1.
- Falcon 9 : 1.

## Palmarès
- 8 février 1985 : lancement d'Arabsat-1A, premier satellite de communication pour les pays de la Ligue arabe, une Spacebus 100.
- 28 octobre 1988 : lancement de TDF-1, premier satellite de télévision directe européen, une Spacebus 300.
- 28 octobre 1998 : lancement de GE-5, premier[1] satellite de télécommunications européen vendu aux États-Unis,  une Spacebus 2000.
- 14 novembre 2007 : lancement de la 50e Spacebus[69] (le satellite Star One C1, une Spacebus 3000B3) par une Ariane 5 à Kourou.
- 21 décembre 2007 : lancement du premier satellite de télécommunications panafricain, Rascom-QAF1, une Spacebus 4000B3[23].
- 27 avril 2015 : lancement du 70e Spacebus, TurkmenAlem52E/MonacoSAT, une Spacebus 4000C2, par Falcon 9 - une première pour Spacebus - depuis  le centre spatial Kennedy.